# Tarte à la crème de Boston
La tarte à la crème de Boston est un gâteau fourré à la crème. Le dessert a acquis son nom lorsque les gâteaux et les tartes étaient cuits dans les mêmes moules, et que les mots étaient utilisés de manière interchangeable (la convention d'appellation opposée est toujours en vigueur en français, où tout ce qui est cuit dans un moule à cake rectangulaire est appelé cake). À la fin du XIXe siècle, ce type de gâteau était appelé de diverses manières « tarte à la crème », « tarte à la crème au chocolat » ou « gâteau à la crème ».

## Histoire
Les propriétaires du Parker House Hotel à Boston affirment que la tarte à la crème de Boston a été créée à l'hôtel en 1881 par le chef français Augustine François Anezin, qui a dirigé l'équipe culinaire de l'hôtel de 1865 à 1881. Descendant direct de gâteaux antérieurs connus sous le nom de American pudding-cake pie et Washington pie, le dessert était appelé « tarte à la crème au chocolat », « tarte à la crème  au chocolat du Parker House » et enfin « tarte à la crème de Boston » sur les menus du Parker House. Le gâteau se composait de deux couches de génoise au beurre française fourrée d'une épaisse crème pâtissière et badigeonnée d'un sirop au rhum ; son côté était enduit de la même crème pâtissière recouverte d'amandes tranchées grillées, et le dessus était recouvert d'un fondant au chocolat. Bien que d'autres gâteaux à la crème aient pu exister à l'époque, la cuisson du chocolat comme enrobage était un nouveau procédé, ce qui le rendait unique et en faisait un choix populaire sur le menu.
Le nom « tarte à la crème au chocolat » est apparu pour la première fois dans l'Almanach méthodiste de 1872. Une première utilisation imprimée du terme « tarte à la crème de Boston » est apparue dans le Granite Iron Ware Cook Book, imprimé en 1878. La première recette connue de la variante moderne a été imprimée dans le Miss Parloa's Kitchen Companion en 1887 sous le nom de « tarte à la crème au chocolat ».
La tarte à la crème de Boston est le dessert officiel du Massachusetts, déclaré comme tel le 12 décembre 1996.